# إديث شارب
إديث شارب (بالإنجليزية: Edith Sharpe)‏ هي ممثلة بريطانية (وحملت سابقاً جنسية المملكة المتحدة لبريطانيا العظمى وأيرلندا)، ولدت في 1893 بلندن في المملكة المتحدة، وتوفيت في 1984 في المملكة المتحدة.

## وصلات خارجية
- إديث شارب على موقع IMDb (الإنجليزية)
- إديث شارب على موقع ألو سيني (الفرنسية)
- إديث شارب على موقع أول موفي (الإنجليزية)
- إديث شارب على موقع قاعدة بيانات الأفلام السويدية (السويدية)
- إديث شارب على موقع قاعدة بيانات الفيلم (الإنجليزية)
- إديث شارب على موقع كينوبويسك (الروسية)